# Dodge Zeo
La Dodge Zeo est un concept-car révélé le 14 janvier 2008 par le constructeur automobile Dodge,. Ce 2+2  a été présenté en 2008 au North American International Auto Show.

## Véhicule tout électrique
La ZEO est un crossover 4 places alimentée par un seul moteur électrique d'une puissance de 268 ch avec une batterie au lithium-ion. Dotée de la propulsion, elle exécute le 0 à 100 en 5,7 secondes. Elle peut parcourir 400 km en une charge. Elle comportait des portes à ouverture en élytre à l'avant et des portes à ouverture en élytre articulées à l'arrière.

## Plug-in hybride
La version hybride rechargeable parcourt 64 km en tout-électrique.
La société s'attend à externaliser une grande partie de la production, mais n'a pas sélectionné de partenaires, et n'a pas de calendrier. En l'occurrence, la Dodge ZEO n'a jamais vu la production.